# Stade Vicente-Calderón
Pour les articles homonymes, voir Vicente Calderón et Calderón.
Le stade Vicente-Calderón (en espagnol : Estadio Vicente Calderón) est un ancien stade de football espagnol, implanté à Madrid et d'une capacité de 55 005 spectateurs. Entre 1966 et 2017, il est le stade de résidence de l'Atlético de Madrid.
La rivière Manzanares et surtout le périphérique madrilène passaient sous la structure.
À la suite du déménagement de l'Atlético au Wanda Metropolitano, le stade Vicente Calderón est cédé à la mairie de Madrid. Du fait de son inutilité et de sa vétusté, il est démoli de 2019 à 2020.

## Histoire

### Premiers matchs
Le tout premier match du stade Manzanares a lieu le jour de son inauguration, le 2 octobre 1966. L'Atlético y rencontre le Valence CF, et chaque équipe inscrit un but. Le premier derby madrilène, qui oppose l'Atlético au Real Madrid, organisé dans ce stade a lieu le 16 avril 1967 et se solde là encore par un match nul, deux buts partout.

### Changement de nom
La direction de l'Atlético de Madrid décide en 1971 de renommer le bâtiment du nom de son président depuis sept ans, Vicente Calderón. Des travaux de rénovation sont ensuite entrepris. Pour l'inauguration le 23 mai 1972, la sélection espagnole y joue pour la première fois. Elle défait l'Uruguay en match amical, 2-0. Le chef de l'État Francisco Franco et le futur roi Juan Carlos assistent à la rencontre.

### La Coupe du monde 1982
En 1982, le stade est rénové dans la perspective de la Coupe du monde de football.
Il accueille ainsi trois rencontres du groupe 4, comprenant la France, l'Autriche et l'Irlande du Nord : 
- le 28 juin, la France défait difficilement l'Autriche 1-0, par un but de Bernard Genghini inscrit à la 39e minute sur coup franc ;
- le 1er juillet, l'Autriche fait match nul 2-2 contre l'Irlande du Nord, avec notamment un doublé du nord-irlandais Billy Hamilton ;
- le 4 juillet, la France et l'Irlande du Nord s'affrontent pour une place en demi-finale. Devant 37 000 personnes, les Français s'imposent 4-1 grâce à deux doublés d'Alain Giresse et de Dominique Rocheteau.

La France terminera cette compétition à la 4e place, battue par l'Allemagne et la Pologne.

### Fin d'utilisation
Le stade Vicente-Calderón, proche de la Manzanares et de l'autoroute M-30, était exposé à l'humidité et aux agents chimiques polluants dus au trafic. Ceci a provoqué sur le stade un phénomène «d'aluminose du béton » qui dégradait le béton et donc la engendrait une instabilité de l'édifice. La restauration de la structure s'est imposée.[réf. nécessaire]
Le 11 septembre 2013, le président de l'Atlético, Miguel Ángel Gil Marín, annonce que son club jouera au stade de La Peineta à partir de la rentrée 2016. Finalement, le déménagement est décalé d'un an et les Rojiblancos jouent leur dernier match au Vicente Calderón le 21 mai 2017. Ils s'imposent alors 3-1 contre l'Athletic Bilbao.
Six jours plus tard, le stade accueille pour son tout dernier match officiel la finale de coupe d'Espagne. Elle voit le FC Barcelone s'imposer 3 buts à 1 contre le Deportivo Alavés.
Les travaux de démolition du stade commencent en février 2019. Interrompus en raison de la pandémie de Covid-19 en Espagne, ils s'achèvent en juillet 2020. Son emplacement fait partie du futur quartier Mahou-Caldéron, qui couvrira une surface de 193 800 m2.

## Particularité

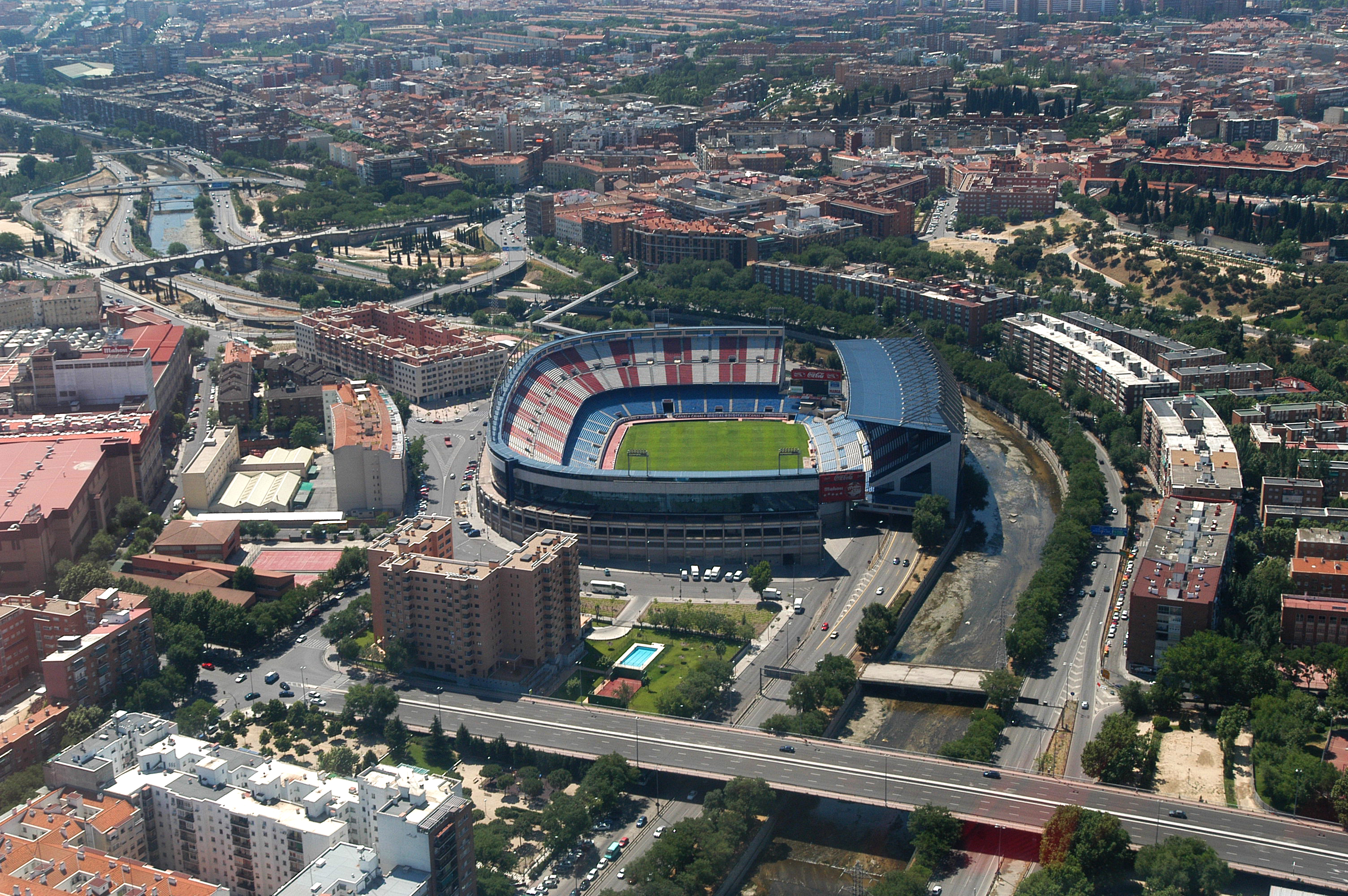
Le périphérique passe sous la tribune ouest du stade.

Construit dans l'ouest de la capitale espagnole, le stade Vicente-Calderón surplombait le Manzanares. L'autoroute M-30, qui constitue la ceinture périphérique automobile de Madrid, passait ainsi sous la tribune ouest du stade. De ce fait, le Vicente-Calderón ne constituait pas un anneau parfait, puisque la tribune ouest était physiquement séparée de ses voisines nord et sud.

## Évènements
- Concert de Madonna (Blond Ambition Tour), le 27 juillet 1990

## Galerie

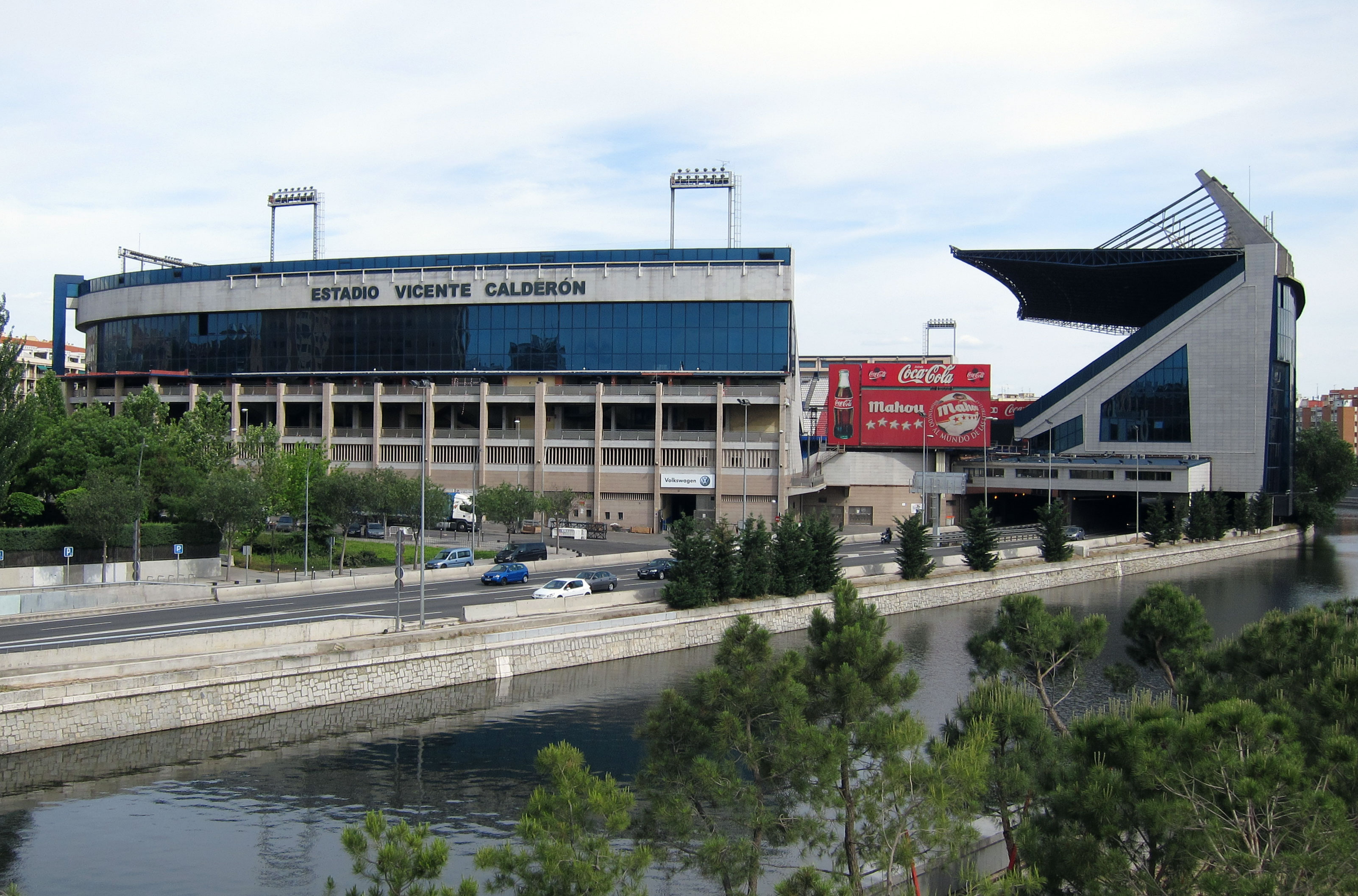
Vue extérieure des tribunes nord (à gauche) et ouest (à droite) du stade.
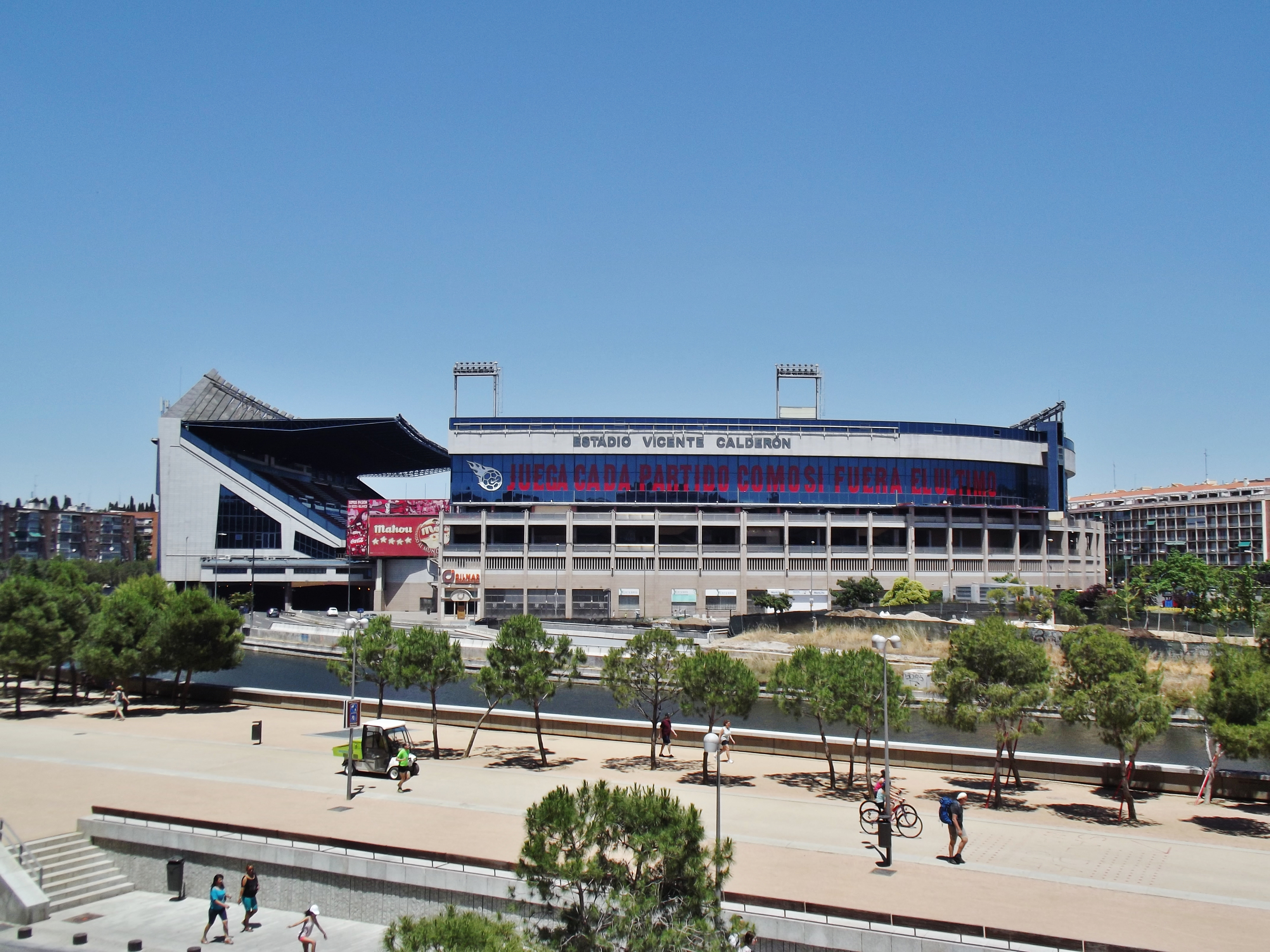
Vue extérieure des tribunes ouest (à gauche) et sud (à droite) du stade.
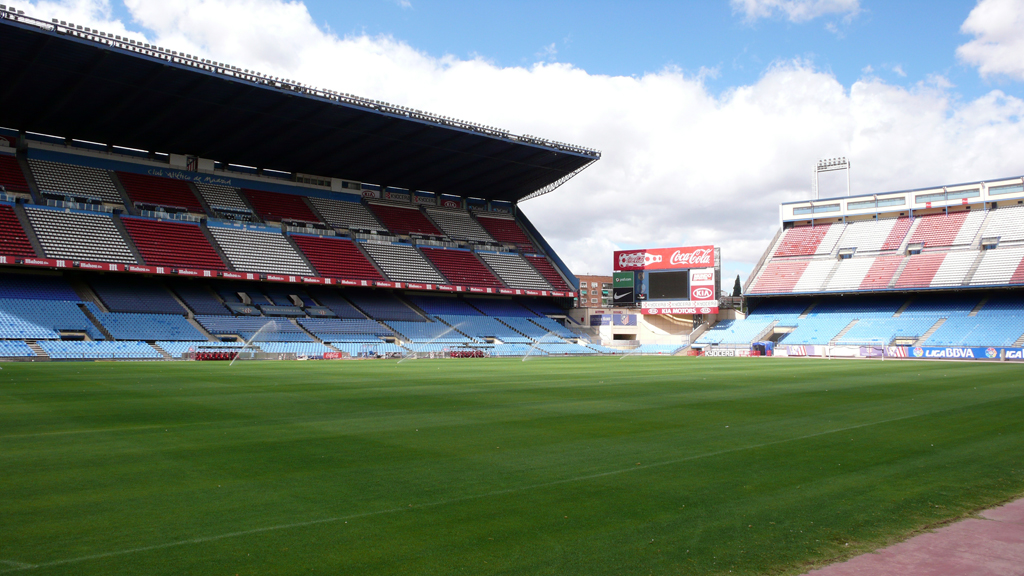
Vue intérieure des tribunes ouest (à gauche) et nord (à droite) du stade.
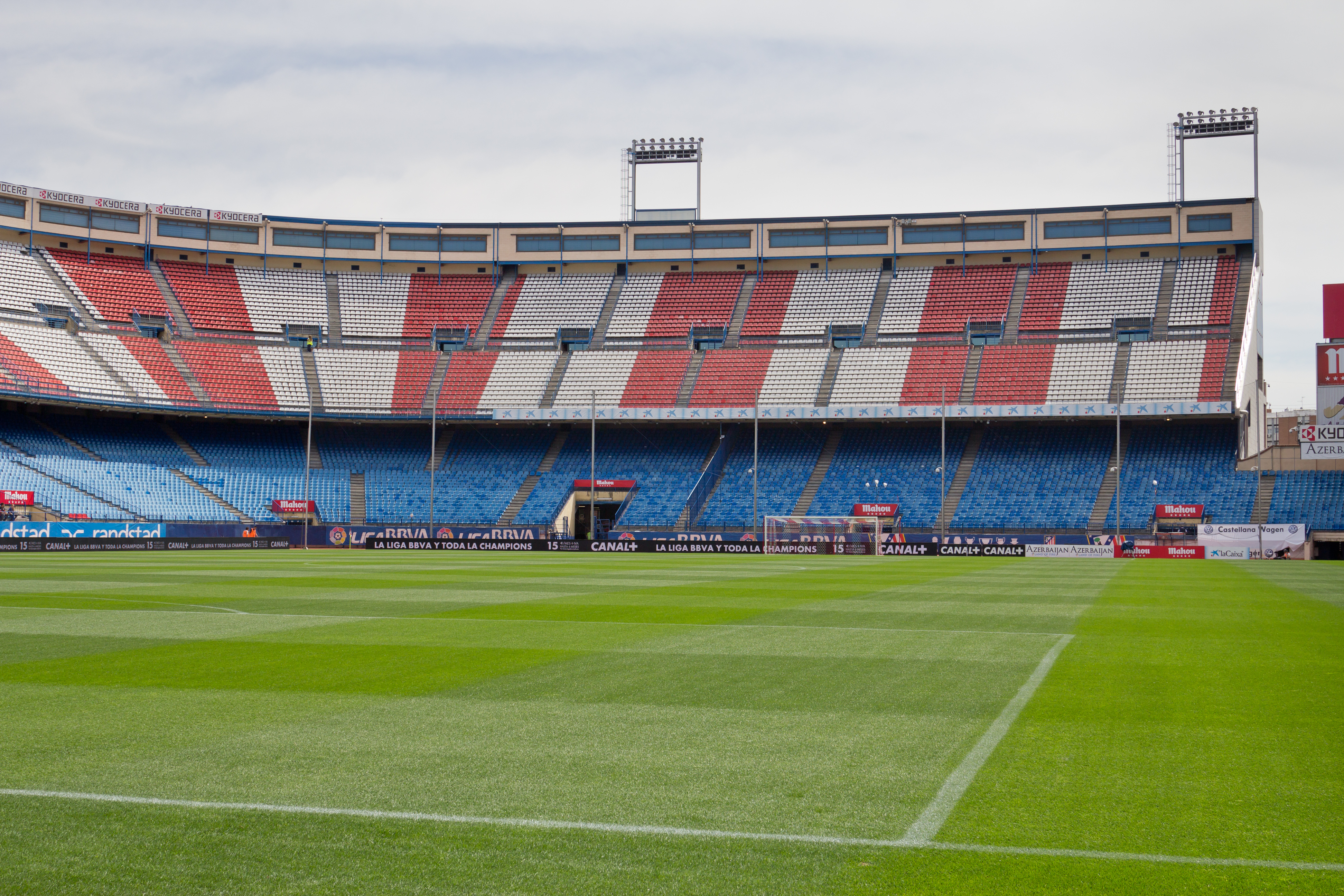
Vue intérieure de la tribune sud du stade.
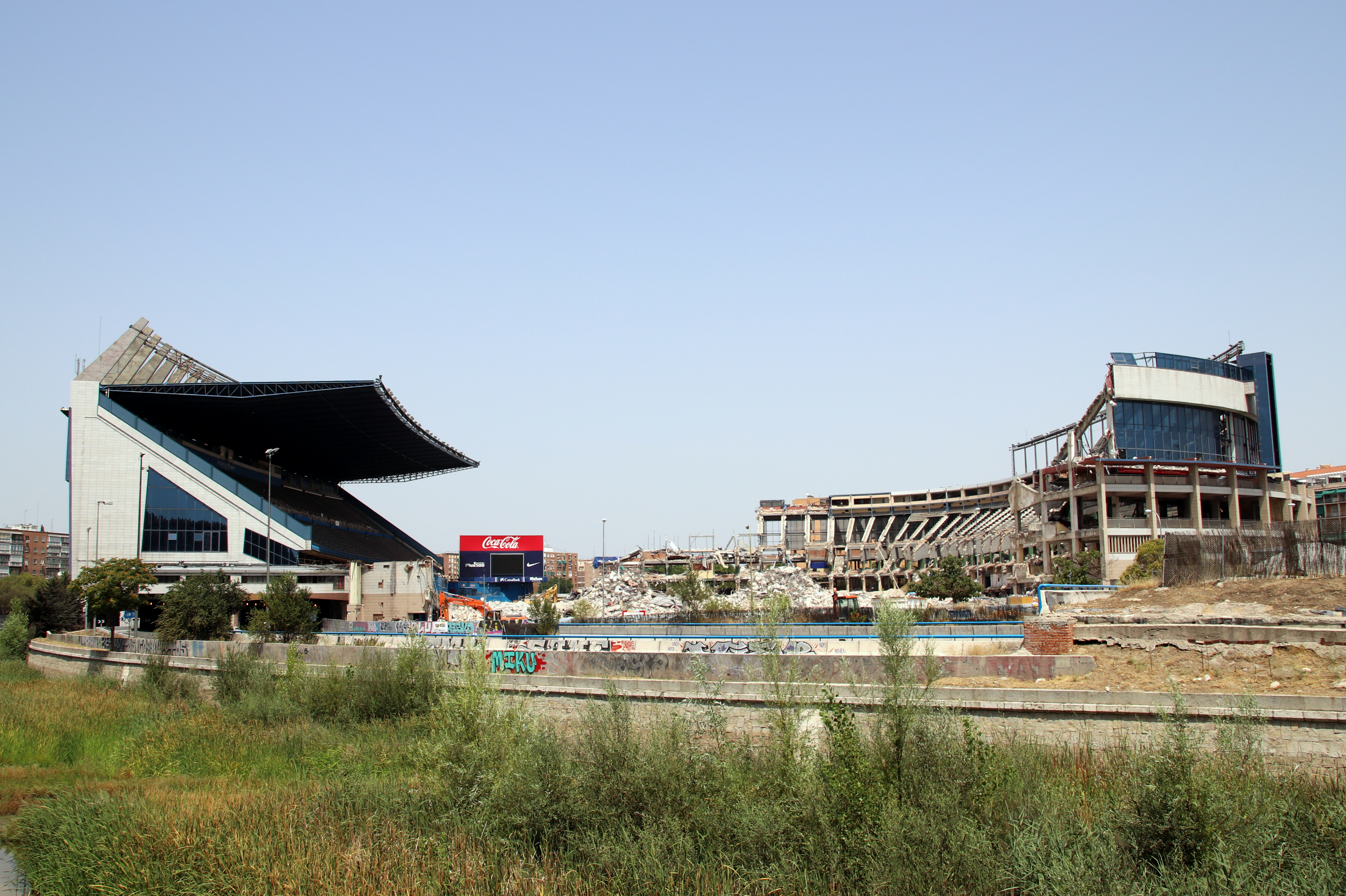
Démolition du stade (juillet 2019).
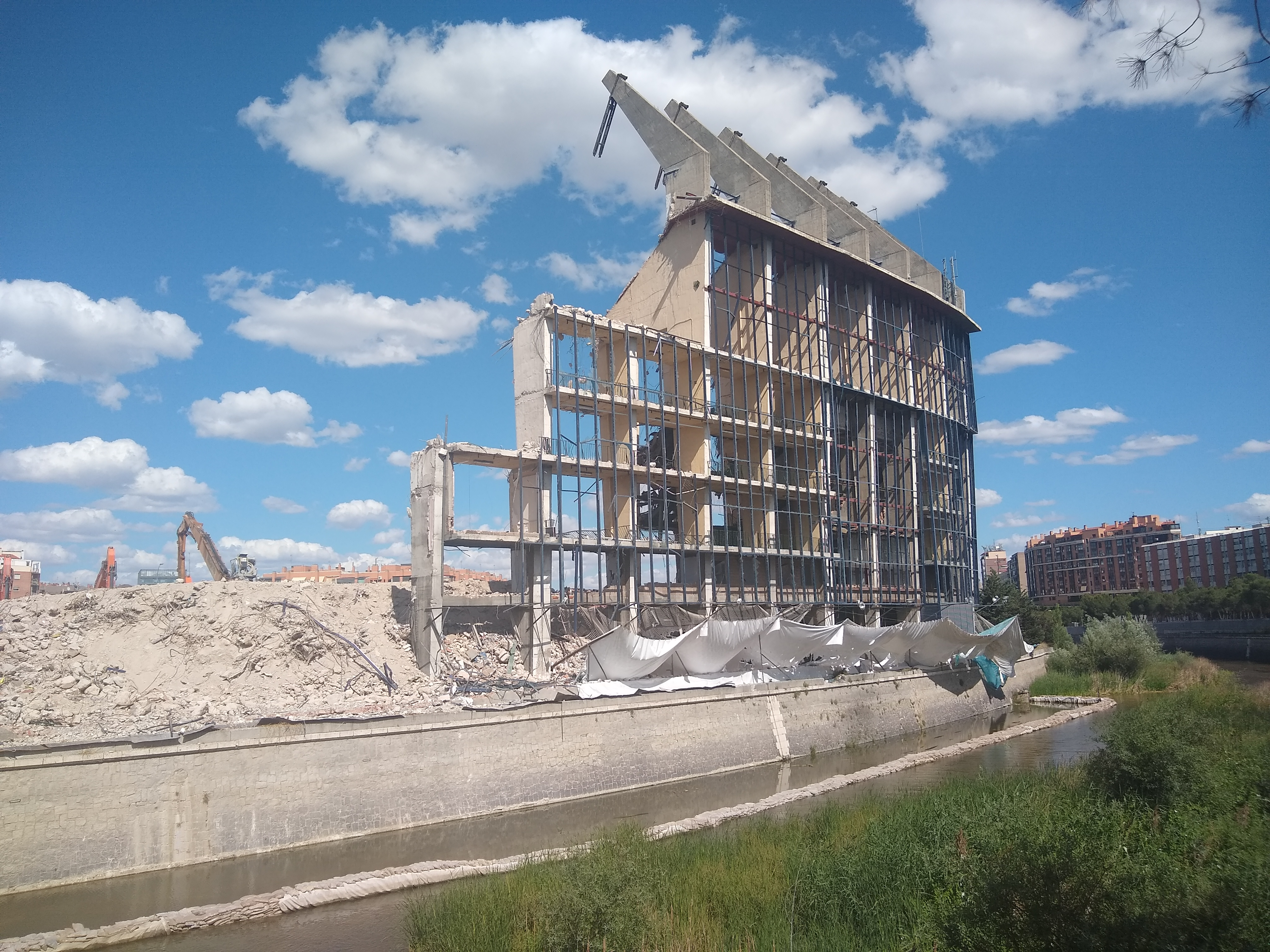
Démolition du stade (juin 2020).